# Esmail Kiram
Esmail Kiram (1907-1973), fue un sultán moro filipino de Sulu, tras la por decisión del tribunal supremo de justicia de Macasckie en Sadakan de 1939. Era uno de los descendientes de los nueve herederos de Borneo.